# Конопльов Володимир Андрійович
Володи́мир Андрі́́йович Конопльо́в (7 червня 1940, Губаха — 12 серпня 2016, Сокаль) — український ультрамарафонець.

## Життєпис
Володимир Конопльов народився 7 червня 1940 року в сім'ї Андрія Петровича (1896—1948) й Лідії Спиридонівни (1898—1970) Конопльових — шахтаря і домогосподарки. У цій родині було дев'ять дітей. У 1956 році Володимир закінчив сім класів Губахівської середньої школи № 1 і пішов працювати учнем токаря на Губахівському хімічному заводі. У 1959—1962 роках служив у Радянській армії, у Групі радянських військ у Німеччині, був членом збірної цих військ. Працював майстром виробничого навчання і керівником фізичної підготовки Губахівського ПТУ. В 1968 р. перейшов працювати начальником зміни ремонтно-механічного цеху Губахівського хімзаводу. 1965 року вступив на вечірній відділ Березниківського хіміко-механічного технікуму й закінчив його у 1970 році.
З 1970 року Володимир Конопльов проживає в Сокалі. Шістнадцять років працював на Сокальському заводі хімічного волокна і сімнадцять років на Червоноградській центральній збагачувальній фабриці. Обіймав різні посади — від робітника до начальника зміни і дільниці. У липні 2004 року вийшов на пенсію.
Одружився в 1964 році з Розою Андріївною Балясниковою. У подружжя двоє дітей — Наталія Левченко (*1964) і Андрій Конопльов (*1967).
Майже все свідоме життя Володимира Конопльова пов'язане зі спортом. Займався бігом на довгі дистанції та лижними перегонами. Добився значних успіхів на міжнародній арені: тричі ставав другим призером у добовому забігу на етапах Кубка Європи в абсолютній першості (Чехія, 1989 року[джерело?], Париж, 1991 і 1992 роки). 1990 року в Іспанії він став володарем Міжконтинентального кубка в забігу на сто кілометрів для ветеранів. 1997 і 1998 року в Нідерландах Володимир Конопльов став чемпіоном світу з бігу на сто кілометрів серед ветеранів. У червні 1991 року в Бельгії Володимир Конопльов переміг у добовому міжнародному забігу й перший серед українських спортсменів[джерело?] підняв національний прапор України в Європі. У серпні 1991 року в складі львівських бігунів він пробіг Московський міжнародний марафон миру — з українським національним прапором у руках. У червні 1991 року разом із сокальськими та львівськими бігунами Володимир Конопльов приніс землю з могили Тараса Шевченка в Каневі для закладання пам'ятників у Сокалі та Львові. Учасник багатоденних пробігів у Франції, на Сахаліні й на Золотому кільці Росії, пробігів Канів — Львів, Львів — Дніпропетровськ, вздовж кордонів України. Учасник багатьох міжнародних марафонських і надмарафонських пробігів у Європі й Америці (1988—1999 роки). В журналі «Лёгкая атлетика» № 2 за 1990 рік в класифікації бігунів-любителів прізвище Конопльова стоїть першим у списку.
З 2000-го Володимир Конопльов член партії «Батьківщина». Цього ж року він став почесним громадянином Сокаля.